# Villar de Plasencia
Villar de Plasencia – gmina w Hiszpanii, w prowincji Cáceres, w Estramadurze, o powierzchni 24,99 km². W 2011 roku gmina liczyła 236 mieszkańców.